# 広東艦隊
広東艦隊（カントン-かんたい）は清末に南シナ海に配備された艦隊。両広総督の指揮下にあり、母港は広州黄埔に置かれた。またの名を広東海軍とも呼ぶ。
広東艦隊の歴史は1866年（同治5年）から1868年（同治7年）にかけて、当時の両広総督瑞麟が英国、仏国から機走砲艦を購入、巡視、密輸や海賊の取り締まりの任にあたらせた事に遡る。1909年（宣統元年）に広東艦隊は北洋、福建、南洋艦隊と共に巡洋艦隊、長江艦隊の二つに再編され、その歴史を終える。

## 概要
最初期の7隻の機走艦艇は両広総督瑞麟によってイギリス、フランスにて建造され、巡視に使用されている。木製汽船の「飛龍」、「天津」、「鎮海」、「安瀾」、「鎮濤」と、砲艦「広東」、「山東」である。このうち「飛龍」は1868年（同治7年）の台風によって喪失、「鎮海」は数年後に廃艦処分とされた。
第二次アヘン戦争の際にイギリスより砲艦が派遣、1860年代後半にイギリスより売却された。内2隻が広東艦隊に売却されたと思われ、「綏靖」はその1隻とされるが、1886年（光緒12年）に喪失している。この他広東艦隊に属した艦で知られているものとしては、1877年（光緒3年）に広東造船廠で完成した砲艦「海長清」がある。機関については1874年に廃艦となった「鎮海」のものが用いられた。
1881年（光緒7年）にアームストロング社から440tのレンデル式砲艦「鎮海」を購入し、同型艦7隻が北洋艦隊に配属された。1874年に廃艦処分になった同名の艦があるが、別の艦である。さらに広東造船廠製の150t砲艦「靖安」、「橫海」、「祥雲」、「宣威」、「揚武」の5隻が広東艦隊に加わった。速力は6ktで「靖安」の武装はアームストロング砲12門とガトリング砲4挺であった。他の艦の武装については不詳。
1882年4月にアンリ・リビエールがハノイを奪取したのを契機に、同年5月に清国政府は海南島周辺の警備とトンキン湾での示威行動のため広東艦隊の出動を下命。この際に福建艦隊の「飛雲」と「済安」が行動を共にしており、1884年8月まで残った。清仏戦争前夜に福建軍務会弁張佩綸の求めにより福州へ帰還、馬江海戦で僚艦とともに撃沈されている。
清仏戦争において主戦場が近い広東艦隊は大きな役割を期待されたが、その実9ヶ月に渡り港に留まっていた。1885年3月にフランス艦隊により広州湾が封鎖されるが、それを打ち破る為の行動はなかった。
1880年代になると広東艦隊は大幅な増強を図る。清国国内の広東造船廠や福州造船廠、ドイツへ発注がなされた。国内で建造された艦には“広”の字が艦名につけられている。
先ず最初に完成したのは黄埔造船廠製の砲艦「広亨」、「広利」、「広元」、「広貞」で、広州への水路警備の為に建造された。初の機走魚雷艇となる64tの2隻の魚雷艇「雷虎」、「雷龍」がフルカン・シュテッティンで1884年に完成したが清仏戦争により引渡が1年遅れ、1885年末に広州へ到着した。続いて26tの9隻の魚雷艇が、シーヒャウ造船所で1885年に完成、1886年に到着した。フルカン製の前級と同様に艦名に“雷”の字があり、「雷兌」、「雷乾」、「雷坎」、「雷坤」、「雷離」、「雷艮」、「雷巽」、「雷震」、「雷中」となっている。福州船政局に発注された巡洋艦は「広甲」、「広乙」、「広丙」と名づけられた。
1900年代になると朝鮮問題が緊迫する中、川崎造船所に砲艦6隻、魚雷艇4隻が発注された。

## 所属艦艇
- 第一次：1866年 - 1868年（同治5 - 7年）・安瀾、鎮濤、澄清、綏靖、飛龍、鎮海
- 第二次：1882年 - 1884年（光緒8 - 11年）・ドイツ製魚雷艇11隻：雷龍、雷虎、雷中、雷乾、雷坤、雷離、雷坎、雷震、雷艮、雷巽、雷兌。黄埔造船廠製砲艦：広元、広亨、広利、広貞、広金、広玉
- 第三次：1887年 - 1891年（光緒13 - 17年）・福州船政局製巡洋艦：広甲、広乙、広丙。砲艦：広庚
- 第四次：1907年 - 1908年（光緒33 - 34年）・川崎造船所製砲艦：楚泰、楚同、楚予、楚有、楚観、楚謙。魚雷艇：湖鵬、湖鶚、湖鷹、湖隼

広東艦隊は艦艇37隻、総トン数11万トンであった。うち広甲、広乙、広丙は日清戦争に伴い北洋艦隊へ編入となっている。

### 防護巡洋艦
- 広甲
- 広乙型 : 広乙 - 広丙